# Belohina inexpectata
Belohina inexpectata (лат.) — вид жуков, единственный в составе рода Belohina и семейства Belohinidae. Первоначально был описан в составе семейства пластинчатоусых.

## Описание
Сильно выпуклые жуки, длина тела 14—16 мм. Усики состоят из 10 члеников, три из них образуют булаву. Верхние челюсти короткие и широкие с одним зубчиком на вершине. Максиллы с отчетливыми галеа и лацинией. Голова не полностью прикрыта сверху переднеспинкой. Глаз без кантуса. Верхняя губа перепончатая, скрыта под наличником. Места вставки усиков скрыты сверху. Полости тазиков открыты внутрь; вертлуг скрыт или отсутствует. Передние голени с одной или несколькими отчётливыми лопастями или зубцами. Предвершинные поверхности средних голеней с поперечными или косыми гребнями. Скутеллярный щит хорошо развит. Задние крылья сильно редуцированы или отсутствуют. Видны шесть брюшных вентритов. Стернит II присутствует в виде скрытого или частично обнаженного латерального склерита. Функциональные брюшные дыхальца I—VIII имеют плевральную оболочку. Эдеагус двулопастный, симметричный.

## Систематика
Таксон был впервые описан в 1958 году Паулианом, который поместил род Belohina Paulian, 1959 в составе семейства пластинчатоусых (Scarabaeidae) и предложил новое подсемейство Belohininae близкое к Aphodiinae; однако он отметил сходство эдеагуса с таковым у некоторых Geotrupidae. В 1979 году он возвёл Belohininae в ранг семьи. Недавнее исследование Баллерио и его коллег подтвердило монофилию Belohinidae и показало, что это семейство, вероятно, наиболее тесно связано с Dynamopodinae, подсемейством, которое в настоящее время, вероятно, неправильно помещено в Scarabaeidae. Их исследование предполагает, что Dynamopodinae относятся к базальным скарабеоидам и что для этой группы следует учитывать статус на уровне семьи.

## Распространение
Остров Мадагаскар.